# Asteromyia
Asteromyia is een muggengeslacht uit de familie van de galmuggen (Cecidomyiidae).

## Soorten
- A. carbonifera (Osten Sacken, 1862)
- A. clarkei (Felt, 1909)
- A. chrysothamni Felt, 1918
- A. euthamiae Gagne, 1968
- A. gutierreziae Felt, 1916
- A. laeviana (Felt, 1907)
- A. modesta (Felt, 1907)
- A. tumifica (Beutenmüller, 1907)